# Morlasi Bernát
Morlasi Bernát (latinul: Bernard Morlacensis, franciául: Bernard de Morlaix) vagy Clunyi Bernát (latinul: Bernardus Cluniacensis, franciául: Bernard de Cluny), (12. század) középkori francia szerzetes, latin nyelvű egyházi költemények szerzője.
Kevés adat ismert az életéről. Elsősorban annyi bizonyos, hogy a Clunyi apátságban volt szerzetes. Több költeménye fennmaradt, amelyek közül jelentős egy rímes hexameterekben írt vers a világ megvetéséről, és egy Mariale című himnuszsorozat. Ennek egyik része az Omne die dic Mariae kezdetű, magyar nyelven is olvasható Mária-ének. A mű tekintélyét mutatja, hogy a későbbi időkben sokszor tévesen Clairvaux-i Szent Bernátnak, Canterburyi Szent Anzelmnek, és Szent Kázmérnak tulajdonították.

## Művei magyarul
- Morlas-i Bernát Mária-éneke In: Babits Mihály: Amor Sanctus – A középkor latin himnuszai, Magyar Szemle Társaság, Budapest, 1933, 142–146. o.
- A Mariaeleból In: Sík Sándor: Himnuszok könyve, Szent István Társulat, Budapest, 1943, 286–293. o.